# Recta isótropa
En la geometría de formas cuadráticas, una recta isótropa (o también recta isotrópica o recta nula) es una línea para la que la forma cuadrática aplicada al vector de desplazamiento entre cualquier par de sus puntos es cero. Solo aparecen en las formas cuadráticas isótropas, y nunca en las formas bilineales definidas.
Usando la geometría compleja, el matemático francés Edmond Laguerre sugirió por primera vez la existencia de dos rectas isótropas que pasan por el punto (α, β) y que dependen de la unidad imaginaria i:
Primer sistema: {\displaystyle (y-\beta )=(x-\alpha )i,}
Segundo sistema: {\displaystyle (y-\beta )=-i(x-\alpha ).}
Posteriormente las interpretó como líneas geodésicas:

Una propiedad esencial de las rectas isótropas, y que puede utilizarse para definirlas, es la siguiente: la distancia entre dos puntos cualesquiera de una recta isótropa situada a una distancia finita en el plano es cero. En otros términos, estas líneas satisfacen la ecuación diferencial ds2= 0. En una superficie arbitraria se pueden estudiar curvas que satisfagan esta ecuación diferencial; estas curvas son las líneas geodésicas de la superficie, y también las llamamos líneas isótropas.: 90 

En el plano proyectivo complejo, los puntos están representados por coordenadas homogéneas {\displaystyle (x_{1},x_{2},x_{3})} y las rectas por coordenadas homogéneas {\displaystyle (a_{1},a_{2},a_{3})}. Una recta isótropa en el plano proyectivo complejo satisface la ecuación:
{\displaystyle a_{3}(x_{2}\pm ix_{1})=(a_{2}\pm ia_{1})x_{2}.}
En términos del subespacio afín x3= 1, una recta isótropa que pasa por el origen es
{\displaystyle x_{2}=\pm ix_{1}.}
En geometría proyectiva, las líneas isótropas son las que pasan por los puntos circulares en el infinito.
En la geometría ortogonal real de Emil Artin, las líneas isótropas aparecen en pares:
Un plano no singular que contiene un vector isótropo se denomina plano hiperbólico. Siempre puede estar abarcado por un par N, M de vectores que satisfagan la condición {\displaystyle N^{2}\ =\ M^{2}\ =\ 0,\quad NM\ =\ 1\ .}
Se denomina a cualquier par ordenado N, M par hiperbólico. Si V es un plano no singular con geometría ortogonal y N ≠ 0 es un vector isótropo de V, entonces existe precisamente un M en V tal que N, M es un par hiperbólico. Los vectores x N e y M son entonces los únicos vectores isótropos de V.

## Relatividad
En numerosos textos sobre cosmología se han utilizado líneas isótropas para describir las trayectorias que recorre la luz. Por ejemplo, en una enciclopedia matemática, la luz está integrada por fotones, y: "La línea de universo de una masa en reposo cero (como un modelo no cuántico de un fotón y otras partículas elementales de masa cero) es una línea isótropa". Para las rectas isótropas que pasan por el origen, un punto particular es un vector isótropo, y la colección de todas estas líneas isótropas forma el cono de luz en el origen.
Élie Cartan amplió el concepto de líneas isótropas a los multivectores en su libro sobre espinores en tres dimensiones.